# Cistus pourretii
Cistus pourretii là một loài thực vật có hoa trong họ Nham mân khôi. Loài này được Rouy & Foucaud mô tả khoa học đầu tiên năm 1895.